# Megophthalminae
Megophthalminae es una subfamilia de hemípteros auquenorrincos de la familia Cicadellidae. Antes era llamada Agalliinae.

## Algunos géneros
- Aceratagallia - Agalita - Agallia - Agalliana - Agalliopsis - Agalliota - Alloproctus - Austrogallia - Bergallia - Brasa - Brasopsis - Ceratagallia - Chigallia - Chromagallia - Euragallia - Fibragallia - Kuscheliola - Latusagallia - Megagallia - Omanagallia - Stenagallia